# Макарон
Макаро̀нът (на френски: macaron, /makaʁɔ̃/) е френско сладкарско изделие от яйчни белтъци, пудра-захар и смлян бадем. Обикновено се прави във формата на бисквита; между два слоя се нанася крем или сладко. Названието произлиза от думата ammaccare (на италиански: maccarone/maccherone) – „разбивам, размачквам“, и е отпратка към начина на приготвяне на основната съставка, стрития бадем.
Готовото изделие е меко, с гладка повърхност, „топи“ се в устата. Могат да са най-различни на вкус.
За произхода на сладкиша има спорове; Larousse Gastronomique споменава, че е създаден през 791 г. в един манастир, други източници твърдят, че лакомството е донесено от италиански готвачи, пристигнали заедно с Екатерина Медичи след брака ѝ с Анри II (Франция). През 1830-те макароните са поднасяни с ликьор, конфитюр и подправки, а в съвременния вид се появяват в сладкарниците Ladurée, където решават да съединят две бисквити една с друга с помощта на крем. Най-общо, рецептата е различна в различните френски градове; например в Амиен от XVI век се използват плодове, бадеми и мед, а в лотарингския град Нанси, според легендата, две монахини, сестрите Маргарита и Мари-Елизабет, измислят макарона, за да надхитрят строгите манастирски диетични правила (за което им дали прякора „сестрите Макарон“).
Макароните се продават във френския McDonald’s. От 2010 г. този сладкиш става крайно популярен десерт в САЩ, където даже започват да го използват като самостоятелен великденски подарък вместо традиционните шоколадени фигурки. Същото става и в Канада. Версия на макароните е известна и в Япония.